# Alejandro Argüello
Pour les articles homonymes, voir Argüello.
Alejandro Argüello Roa, né le 25 janvier 1982 à Mexico, est un ancien footballeur mexicain,. Il a terminé sa carrière au club de Correcaminos UAT (en).

## Palmarès
- Club América
  - Championnat du Mexique, tournoi de clôture 2005
  - Championnat du Mexique, champion des champions 2004-2005
  - Coupe des champions de la CONCACAF 2006
  - InterLiga 2008 (en)
  - Finaliste de la Copa Sudamericana 2007 (buteur en finale aller)